# Lars Becker
Lars Becker (* 12. Januar 1954 in Hannover)  ist ein deutscher Filmregisseur, Drehbuchautor und Kriminalschriftsteller.

## Leben
Lars Becker arbeitete zunächst als Drucker, später war er Barkeeper in einer Szene-Bar, die er mit Freunden in Hamburg-St. Pauli eröffnete, und überführte als Fahrer Autos in den Mittleren Osten nach Syrien und in den Libanon.
Er studierte Film an der Hochschule für bildende Künste Hamburg sowie in New York City. Sein Schaffen war von Beginn an vielfältig, so drehte er 1990 mit Afrika um die Ecke einen Dokumentarfilm, er schrieb Drehbücher für die Serie Der Fahnder und verfasste zwei Kriminalromane. Nach einer Reihe von Fernsehspielen drehte er 1992 mit Schattenboxer sein Kinodebüt. 1995 folgte der Kinothriller Bunte Hunde, 2000 drehte er den Film Kanak Attack, das Drehbuch dazu schrieb er zusammen mit dem Autor Feridun Zaimoglu nach dessen Roman Abschaum – Die wahre Geschichte von Ertan Ongun. Sein TV-Thriller Rette deine Haut erhielt 2002 eine Nominierung als Bester Fernsehfilm für den Deutschen Fernsehpreis. Aus Beckers Feder stammt auch die seit 2003 produzierte Polizeifilmreihe Nachtschicht, deren Folgen Amok und Wir sind die Polizei 2004 bzw. 2011 für den Grimme-Preis nominiert waren. 2011 gewann Becker für den Film Amigo den Deutschen Fernsehkrimipreis, 2016 für den Fernseh-Thriller Zum Sterben zu früh den Deutschen Fernsehpreis für Beste Regie.
Becker ist Mitglied der Freien Akademie der Künste Hamburg und der Deutschen Filmakademie sowie des Bundesverband Regie (BVR).

## Filmografie (Auswahl)
- 1988: Kalte Sonne (Drehbuch und Regie)
- 1990: Afrika um die Ecke (Drehbuch und Regie)
- 1992: Schattenboxer (Drehbuch und Regie)
- 1995: Bunte Hunde (Drehbuch und Regie)
- 1999: Das Gelbe vom Ei (Drehbuch und Regie)
- 2000: Kanak Attack (Drehbuch, Regie, Koproduzent)
- 2000: Zwei Brüder – Tod im See (Drehbuch und Regie)
- 2001: Rette deine Haut (Drehbuch und Regie)
- 2002: Einsatz in Hamburg – Rückkehr des Teufels (Regie)
- seit 2003: Nachtschicht (Drehbuch und Regie)
- 2003: Tatort – Dschungelbrüder (Drehbuch und Regie)
- 2004: Einsatz in Hamburg – Bei Liebe Mord (Regie)
- 2004: Sperling – Sperling und die letzte Chance (Drehbuch)
- 2006: Tatort – Mann über Bord (Regie)
- 2008: Die Weisheit der Wolken (Regie)
- 2008: Schade um das schöne Geld (Drehbuch und Regie)
- 2010: Amigo – Bei Ankunft Tod (Drehbuch und Regie)
- 2011: Tatort – Der Weg ins Paradies (Regie)
- 2012: Schief gewickelt (Drehbuch-Mitarbeit und Regie)
- 2012: Geisterfahrer (Drehbuch und Regie)
- 2012: Trau niemals deiner Frau
- 2013: Unter Feinden (Drehbuch und Regie)
- 2014: Wir machen durch bis morgen früh (Drehbuch und Regie)
- 2015: Zum Sterben zu früh (Drehbuch und Regie)
- 2015: Meine fremde Frau (Drehbuch und Regie)
- 2016: Der mit dem Schlag (Regie)
- 2017: Der gute Bulle (Drehbuch und Regie)
- 2018: Reich oder tot (Drehbuch und Regie)
- 2019: Der gute Bulle: Friss oder stirb (Drehbuch und Regie)
- 2019: Wahrheit oder Lüge (Drehbuch und Regie)
- 2020: Der gute Bulle: Nur Tote reden nicht  (Drehbuch und Regie)
- 2021: Alles auf Rot (Drehbuch und Regie)
- 2022: Die Macht der Frauen  (Drehbuch und Regie)
- 2023: Der Millionen Raub  (Drehbuch und Regie)

## Kriminalromane
- Amigo. Rotbuch, Berlin 1991, ISBN 3-88022-054-9
- Kalte Sonne. Rotbuch, Berlin 1993, ISBN 3-88022-101-4

## Auszeichnungen
- 1994: Otto-Sprenger-Preis
- 2002 Französischer Fernsehpreis Recontres Internationales de Television für Rette deine Haut
- 2011 wurde Becker bei der Verleihung des Deutschen Fernsehkrimipreises für Amigo – Bei Ankunft Tod mit einem Sonderpreis für herausragende Einzelleistung ausgezeichnet.
- 2016 wurde Becker bei der Verleihung des Deutschen Fernsehpreises für den Krimi Zum Sterben zu früh für die Beste Regie ausgezeichnet.